# Tonzilektomie

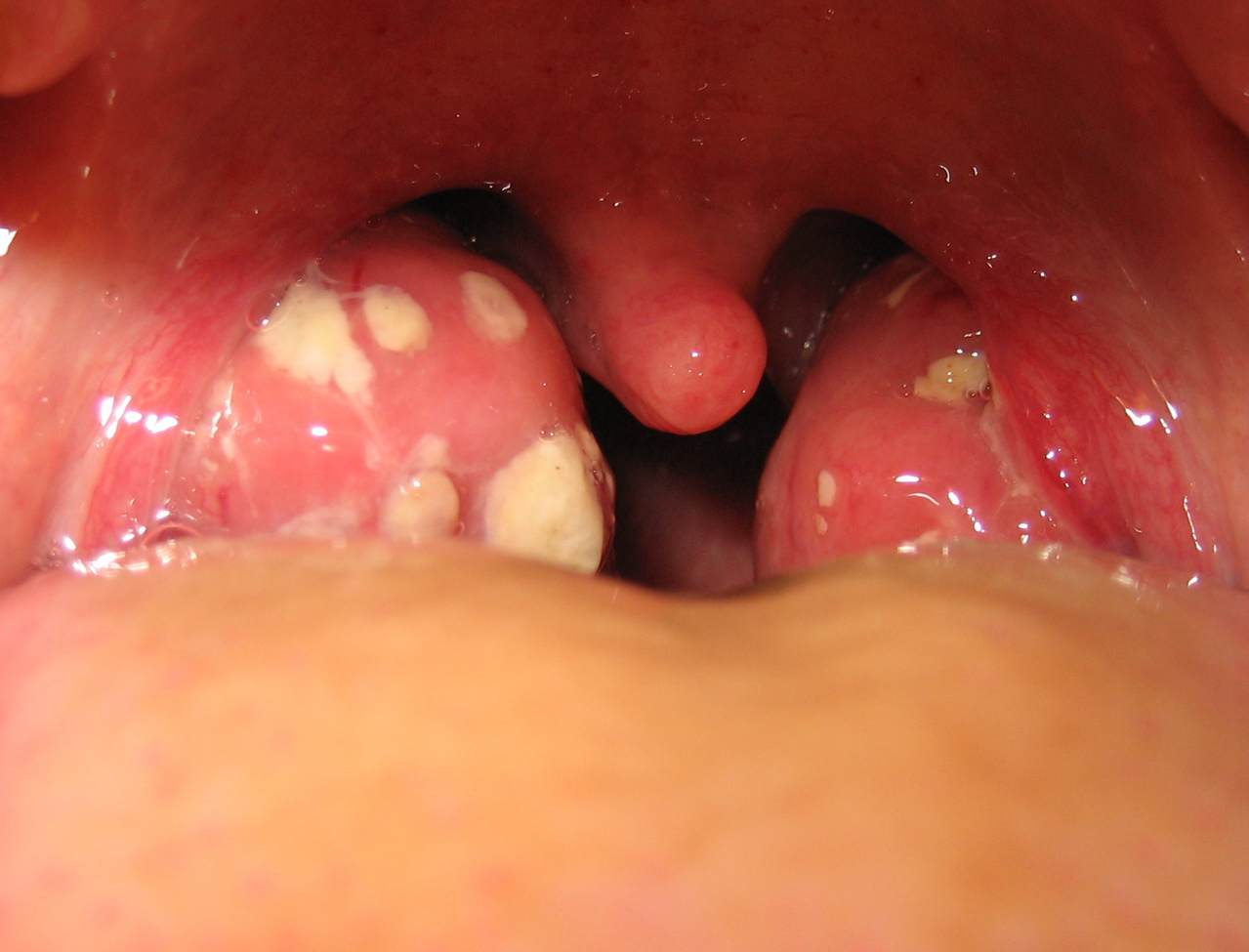
Hltan s tonzilitidou

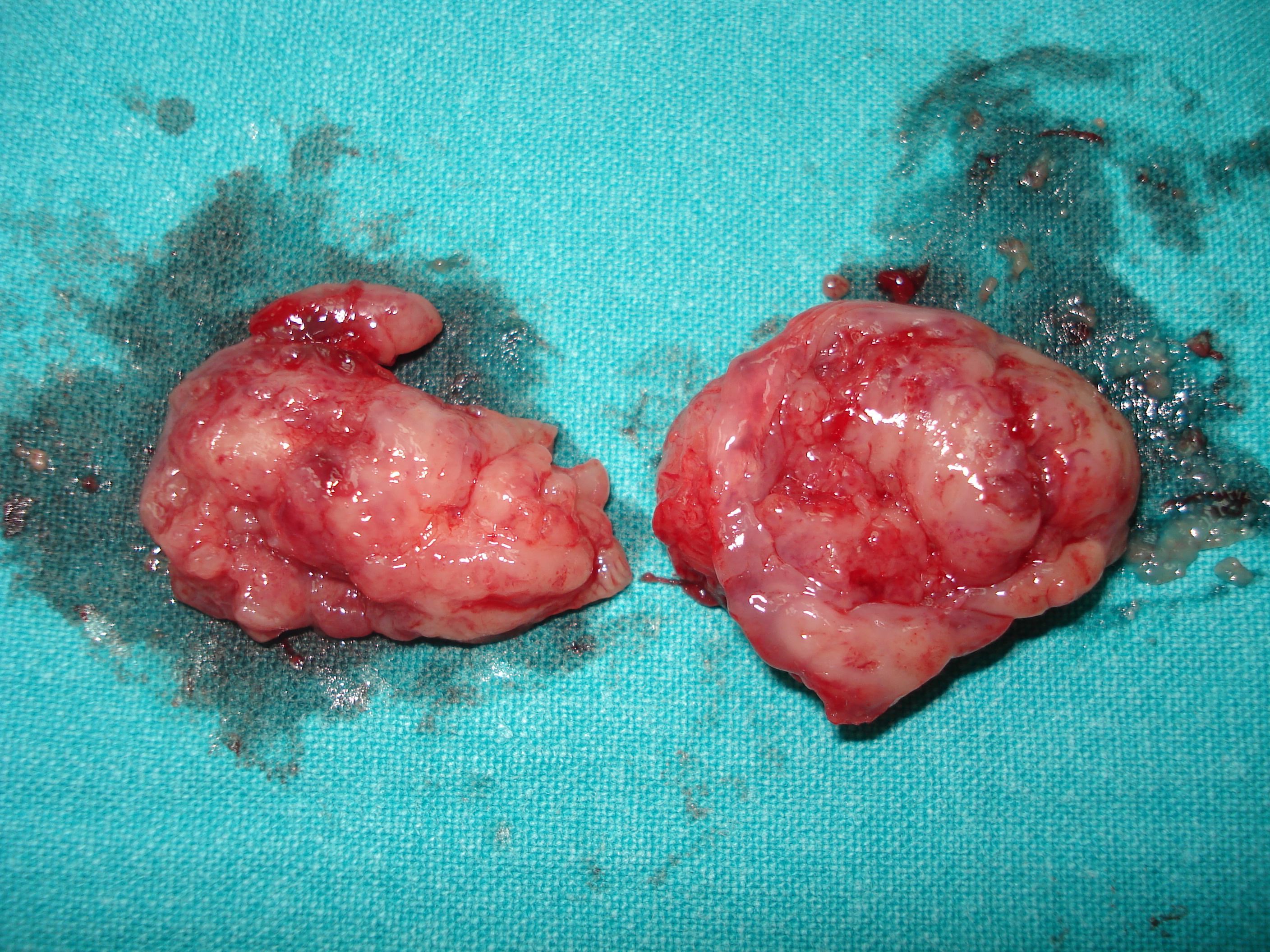
Odstraněné tonzily

Tonzilektomie (též tonsilektomie) je chirurgický zákrok, při kterém se odstraňují tonzily (tonsily, párové krční mandle). Někdy se provádí současně s adenotomií.

## Důvody pro provedení tonzilektomie
Tonzilektomie bývá indikována v těchto případech:
- Časté akutní tonzilitidy. Počet potřebný k indikaci tonzilektomie závisí na závažnosti jednotlivých výskytů. Jeden případ, jakkoli vážný, obecně není pro většinu lékařů dostatečným důvodem pro rozhodnutí, že je tonzilektomie nezbytná.
- Chronická tonzilitida, projevující se mírnou až silnou bolestí v hltanu.
- Opakovaný výskyt peritonzilárního abscesu.
- Spánková apnoe (přerušované nebo ztížené dýchání ve spánku kvůli zvětšeným tonzilám nebo adenoidní vegetaci).
- Obtížné polykání kvůli zvětšeným tonzilám (velmi neobvyklý důvod pro tonzilektomii).
- Tvorba tonzilolitů ("kamenů v mandlích").
- Abnormálně velké tonzily s kryptami.